# Saintpauliopsis
Saintpauliopsis es un género de plantas con flores perteneciente a la familia Acanthaceae. Su única especie: Saintpauliopsis lebrunii Staner, es originaria de Madagascar donde se distribuye  en las provincias de Antsiranana, Fianarantsoa y Toamasina.

## Taxonomía
Saintpauliopsis lebrunii fue descrita por Pierre Staner y publicado en Bulletin du Jardin Botanique de l'État à Bruxelles 13: 8–9. 1934
Sinonimia
- Staurogyne lebrunii (Staner) B.L.Burtt